# Katav-Ivánovsk
Katav-Ivánovsk (en ruso: Катав-Ивановск) es una ciudad del óblast de Cheliábinsk, en Rusia, centro administrativo del raión homónimo. Se encuentra a orillas del río Katav, afluente por la orilla izquierda del Yuriuzán, a 321 km al sudoeste de Cheliábinsk su población era de 18.663 habitantes en 2009. 

## Historia
Katav-Ivánovsk fue fundada en 1757 alrededor de una fundición de hierro, erigida por los comerciantes Iván Tverdyshev e Iván Miasnikov, de ahí el nombre de la localidad. Tiene estatus de ciudad desde el 27 de agosto de 1939. Su principal industria es todavía una fundición.

## Demografía
| 1939   | 1959   | 1970   | 1979   | 1989   | 2002   | 2007   |
| ------ | ------ | ------ | ------ | ------ | ------ | ------ |
| 14 300 | 20 600 | 20 200 | 22 800 | 24 972 | 20 162 | 19 000 |

## Cultura y lugares de interés
Desde 1975 la ciudad cuenta con un museo local en la antigua propiedad de la familia noble Beloziorski. Algunos de los miembros de esta familia estuvieron involucrados en el Levantamiento Decembrista. Por otro lado, cabe destacar la Iglesia de San Juan Bautista (Церковь Иоанна Предтечи) de 1824.